# Brecon Beacons National Park
Brecon Beacons National Park är en nationalpark i Storbritannien.   Den ligger i riksdelen Wales, i den södra delen av landet, 230 km väster om huvudstaden London. Brecon Beacons National Park ligger 486 meter över havet.
Terrängen runt Brecon Beacons National Park är kuperad. Runt Brecon Beacons National Park är det ganska tätbefolkat, med 60 invånare per kvadratkilometer. Närmaste större samhälle är Aberdare, 19,1 km söder om Brecon Beacons National Park. Trakten runt Brecon Beacons National Park består i huvudsak av gräsmarker.